# Phare de Nividic
Le phare de Nividic est un phare de France situé au large de la pointe de Pern, à l'ouest de l'île d'Ouessant en Bretagne. Il est le point le plus à l'ouest de la France métropolitaine. Il doit son nom au rocher sur lequel il est construit : le Leurvaz an Ividig.

## Histoire
Le phare a été construit de 1912 à 1936, pour ne fonctionner que 4 ans. Abandonné pendant la guerre, il fut ensuite réhabilité au début des années 1950, puis plusieurs fois rénové. Il est à ce jour toujours en fonctionnement. Sur proposition de la Commission nationale des monuments historiques, la ministre de la Culture et de la Communication l'a classé au titre des monuments historiques le 20 avril 2017.

### Prélude
La décision de construire le phare de Nividic fut signée le 5 janvier 1910. Le service des Phares souhaitait à l'époque réutiliser l'équipe de construction du phare de la Jument, situé à moins de 3 km plus au sud, et dont la construction devait s'achever en 1911. Le coût initial était évalué à 160 000 francs-or, ce qui est peu comparé au coût (estimé) du phare de la Jument (850 000 francs de l'époque).
Les travaux seront placés sous la direction de MM. Pigeaud et Montigny, respectivement ingénieur en chef et ingénieur ordinaire de Brest. Le conducteur Heurté, de la subdivision d'Ouessant, dirigera le chantier.

### Construction
Le 9 mars 1912, un avant-projet est dévoilé. Celui-ci comprend une conception générale du bâtiment, incluant la forme, les matériaux et les techniques de construction. À l'époque, les équipements de signalisation ne sont pas encore définis, les travaux étant encore à l'étude. En effet, il s'agit pour la première fois d'établir un système d'éclairage et de sonorisation au sein d'un phare complètement automatisé, dont les commandes sont déportées sur l'île d'Ouessant, dans les installations du Créac'h.
Les premiers travaux de maçonnerie commencent lors de l'été 1912, un an après la mise en service du phare voisin de la Jument.
Le rocher sur lequel doit être construit le phare est situé dans une zone très peu accessible. Cette inaccessibilité du site, due à de violents courants et nombreux récifs en mer d'Iroise, rend la construction délicate, difficile et dangereuse. C'est pour cette raison que l'équipe de construction du phare de la Jument, disposant de l'expérience et d'un équipement moderne et adapté (le bateau de travaux Eugène Potron), a été choisie pour cette mission.
Ces conditions difficiles ne permettent que de bâtir une cinquantaine de mètres cubes de maçonnerie par an entre 1913 et 1916. La Première Guerre mondiale n'a pas d'impact sur l'avancement des travaux. En revanche, un défaut de construction du phare de la Jument oblige l'équipe de construction à ralentir son travail pour entreprendre des travaux de consolidation sur le phare voisin. Néanmoins en 1926, la tour de Nividic s'élève à 26 mètres au-dessus du niveau de la roche.
La tour est terminée en 1929, à 33 mètres au-dessus du niveau de la roche. Une ceinture de béton renforçant la base du phare est tout de même construite malgré les craintes émises par l'ingénieur Cône. Le gros œuvre du phare est définitivement achevé en 1933.
En parallèle, les équipements finaux sont définis le 19 mars 1928 par le ministère de tutelle. Les études introduisent à cette époque la construction de trois, puis finalement deux pylônes en béton, une ligne électrique aérienne ainsi qu'un petit téléphérique. Ces installations seront réalisées entre cette date et 1936 malgré une opposition locale et nationale concernant la protection du littoral. Une solution intermédiaire de faire passer un câble sous-marin se révèle à l'époque trop coûteuse et trop peu pérenne.
Les installations d'éclairage et de sonorisation sont installées entre 1929 et 1936. Le feu de secours à gaz est fonctionnel à partir d'octobre 1931, et la campagne de tests démarre au début de l'été 1933
Le feu électrique est finalement allumé en 1936.

### Première mise en service
Le phare fut achevé en 1936 et le feu fut allumé la même année. Pendant quatre années, le phare fonctionna sans problème particulier. Le début de la Seconde Guerre mondiale marqua la fin de cette période sans histoire. Le feu dut s’éteindre à la suite de l’arrivée des troupes allemandes sur l’île d’Ouessant en 1940. En effet, pour des raisons stratégiques, le commandement allemand décida l’extinction de l’ensemble des phares de la côte, Nividic inclus.
En 1943, laissés à l’abandon depuis 3 ans, les câbles aériens sont rongés par la corrosion et se rompent. L’accès au phare est désormais impossible par la terre. Il faut attendre 1945 et la sortie de la guerre pour finalement prendre la décision d’abandonner complètement le téléphérique. Les visites du phare seront effectuées lorsque les conditions météorologiques le permettront, ce qui est toujours le cas aujourd’hui. Néanmoins, l’idée de l’alimentation électrique par câble aérien est toujours retenue, même si aucune nouvelle installation n’intervient avant 1953

### Après la guerre
Entre 1945 et 1952, le phare est laissé à l’abandon, faute d’accès et d’alimentation. Des tentatives de remise en service ont lieu cette dernière année en utilisant le feu de secours, qui fonctionne au gaz. La difficulté d’accès au site empêche néanmoins le bon fonctionnement du feu, qui s’éteint régulièrement. Il est probable que son accès, toujours aussi difficile par la mer, empêche le bon entretien et le ravitaillement en gaz de l’installation.
En 1953, un nouveau câble électrique est remis en place. Mais le feu principal pose toujours problème par ses arrêts incessants. Le mauvais temps n’aidant pas, aucune visite ne peut avoir lieu entre l’allumage du feu électrique en février de cette année et août 1955. Cette dernière visite ne suffit malheureusement pas à régler les problèmes de fiabilité du phare. L’installation est trop fragile en l’état pour pouvoir assurer un service normal.
Progrès de la technique aidant, en 1958, le subdivisionnaire Quemeneur propose l’installation d’une petite piste d’atterrissage pour un hélicoptère. La piste serait installée directement au-dessus de la lanterne, augmentant donc la taille de l’édifice. Des travaux ont lieu afin de construire une plateforme en bois de 5 m par 5. Les essais du 26 septembre de cette année confirment la viabilité du concept. C’est une première en France, et également le début du renouveau du phare. Ce nouvel accès permet une rénovation beaucoup plus poussée de l’installation. La rénovation effective débute en mai 1959 et nécessite 206 va-et-vient de l’hélicoptère de la Protection civile.
Au cours de l’année 1971, la plateforme en bois, a priori temporaire, est remplacée par une plateforme en alliage, plus légère et plus résistante aux intempéries. C’est à cette époque que l’alimentation électrique par câble est définitivement abandonnée, remplacée par une alimentation au gaz. Cette nouvelle voie aérienne permet alors un ravitaillement régulier en bombonnes, fiabilisant enfin le fonctionnement du phare.
Enfin, depuis 1996, le phare fonctionne à nouveau à l’électricité, grâce à l’installation de 9 panneaux solaires et de batteries. Ce dispositif permet au phare de fonctionner de façon indépendante, sans câble aérien qui fut la source de nombreuses avaries.

## Conception
L’histoire mouvementée du phare, ainsi que sa localisation, ont beaucoup influencé la conception de celui-ci. Celle-ci fut à plusieurs reprises revue afin de satisfaire aux contraintes géographiques et économiques, parfois sous-estimées. Le phare fut tout au long de sa vie théâtre d’innovation.
La principale contrainte guidant la conception fut que le phare ne serait pas habité, et donc automatisé, ou tout du moins contrôlé à distance. C’était une première à l’époque : sa construction a été saluée comme une prouesse de la technique française.

### La tour
La tour du phare est construite en béton au-dessus du rocher du Leurvaz an Ividig. Elle présente une forme octogonale, initialement de la base au sommet. Les travaux de consolidation entrepris à la fin de la construction transforment la base de la tour en une forme plus circulaire. Mesurant 35,5 mètres de hauteur, elle est initialement entièrement pleine. À la fin des travaux, la partie supérieure est creusée pour y ménager trois locaux techniques et de stockage, superposés l’un sur l’autre. L’accès au bâtiment se fait, par la mer, via une échelle permanente scellée au mur extérieur. Cet accès, particulièrement dangereux, n’était prévu pour être emprunté qu’en complément avec l’accès par téléphérique, plus aisé.

### Le téléphérique et la ligne aérienne

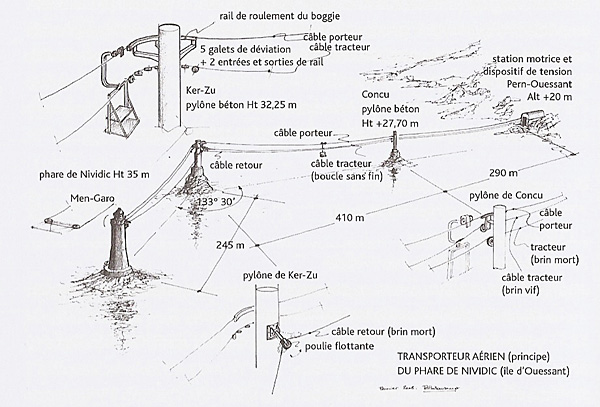
Téléphérique du phare de Nividic

La faible accessibilité du site pose, au début du XXe siècle, la question du fonctionnement du phare. Il semblait à l’époque impossible d’envisager une relève régulière du personnel au vu des conditions locales de navigation. À moins d’une mer complètement plate, les vagues ou la houle, amplifiées par les faibles fonds, interdisent une approche du site en toute sécurité. Décision est alors prise de bâtir un phare automatisé, ou commandé à distance. Nividic serait donc le premier phare non habité.
L’absence de personnel sur place entretenant quotidiennement le phare pose de nombreuses difficultés :
- comment faire pour déclencher l’allumage et l’extinction du feu ?
- quelle source d’énergie utiliser pour celui-ci ?
- comment en assurer son entretien ?

La question de l’énergie est primordiale. Deux énergies sont alors envisagées : le gaz, utilisé par les phares en mer à cette époque, et l’électricité, source nouvelle pour l’époque mais aux contraintes assez spécifiques. Chacune de ces énergies a un défaut de taille.
Le gaz ne peut se transporter qu’en bombonnes et ne peut constituer une source fiable d’alimentation, notamment lorsque le phare est inaccessible pour une longue période. Cette solution n’est donc retenue que pour le feu de secours, qui ne devrait s’allumer qu’occasionnellement.
L’électricité, quant à elle, pose le problème de sa production et de sa distribution. Deux problèmes difficiles à résoudre. Il parait inenvisageable d’installer un générateur électrique assez puissant directement dans la tour, d’autant plus que les techniques d’éclairage électrique de l’époque sont très énergivores et qu’un générateur correspondant à cette puissance serait trop volumineux. De plus, la question de l’énergie source reste entière : comment alimenter le générateur ? La production devra donc se faire ailleurs, sur Ouessant. La station électrique du phare du Créac’h est alors retenue pour alimenter le phare, puisqu’elle dispose déjà de tous les équipements nécessaires.
Reste le problème de la distribution. En effet, en 1912, il n’existe pas de solution logistique satisfaisante pour une utilisation viable de batteries. Incapables d’être chargées sur place, une solution basée sur des batteries aurait impliqué un effort logistique important pour assurer une livraison et une installation régulière de batteries rechargées. L’électricité consommée doit donc être produite immédiatement. L’idée de tirer un câble entre la station et le phare s’impose. Un câble sous-marin suffisamment solide pour résister aux courants n’est à l’époque pas envisageable : trop cher, trop difficile à entretenir. Le câble devra donc être aérien, ce qui implique la construction de pylônes supplémentaires, pour partie en mer.
La question de l’entretien est également délicate : le phare n’étant pas habité, comment y accéder en cas de panne ? En 1923, décision est prise de construire un petit téléphérique, en parallèle de la ligne électrique. Ces équipements seront soutenus par deux pylônes cylindriques en béton armé vissés sur les roches de Concu et de Ker-Zu.
Cet accès au phare par la voie des airs permet de s’affranchir des conditions de navigation. Des visites fréquentes sont rendues possibles. Le téléphérique permet également d’accéder au câble électrique sur toute sa longueur, permettant de le réparer avant qu’il ne se rompe.
Grâce à la ligne électrique, le phare était contrôlable depuis la station du Créac’h.
L’abandon du phare pendant la Seconde Guerre mondiale entraîna, par manque d’entretien, la rupture de la ligne aérienne. Le téléphérique fut définitivement démantelé après la guerre, décision étant prise de n’y accéder que de façon « conventionnelle », c'est-à-dire par bateau, comme pour tous les autres phares de pleine mer.
La fiabilité du phare s’en fit ressentir, ses équipements n’étant pas conçus pour fonctionner sans visite régulière.

### Les équipements anciens et actuels
Lors de la construction du phare, la liste des équipements n’est pas connue. En effet, tant que les problèmes d’alimentation et d’accès ne sont pas réglés, cette liste ne peut pas être précisément établie. En 1928, une fois actée la « voie aérienne », cette liste est établie :
- un feu électrique contrôlé à distance ;
- un feu de secours à gaz ;
- une corne de brume, dont les appareils de compression pneumatique sont alimentés par la ligne électrique.

D’autres équipements sont nécessaires et placés dans les salles inférieures : groupes compresseurs, réservoirs à air et à gaz, locaux de stockage du matériel d’entretien.
La grande rénovation entreprise entre 1968 et 1971 apporte une petite piste d’atterrissage pour un hélicoptère et permet au phare de refonctionner correctement. La lanterne fonctionnant désormais au gaz, la ligne électrique aérienne devient obsolète et est retirée.
Le dernier équipement installé sur le phare en 1996 est un ensemble de neuf panneaux solaires, ainsi que des batteries, permettant à nouveau de faire fonctionner le feu électrique de façon complètement indépendante. L’hélicoptère n’est plus ainsi nécessaire qu’en cas de panne.
Le feu à gaz est actuellement abandonné, de même que l’ensemble des dispositifs sonores.